# Montipora confusa
Montipora confusa är en korallart som beskrevs av Nemenzo 1967. Montipora confusa ingår i släktet Montipora och familjen Acroporidae. IUCN kategoriserar arten globalt som nära hotad. Inga underarter finns listade i Catalogue of Life.